# بندک فلیگوف
بنـِدِک فلیگوف (مجاری: Benedek Fliegauf؛ زادهٔ ۱۵ اوت ۱۹۷۴) کارگردان فیلم و فیلم‌نامه‌نویس اهل مجارستان است.
از فیلم‌هایی که وی در آن‌ها نقش داشته‌است، می‌توان به رحم اشاره نمود.